# CIRCLE (album)
Circle je enajsti studijski album finske Heavy Metal skupine Amorphis, izdan leta 2013.

## Seznam pesmi
1. Shades of Gray - 5:27
2. Mission - 4:33
3. The Wanderer - 4:43
4. Narrow Path - 4:23
5. Hopeless Days - 5:08
6. Nightbird's Song - 5:00
7. Into the Abyss - 5:36
8. Enchanted by the Moon - 5:32
9. A New Day - 6:00